# Кэннон, Патрик
Патрик Кэннон (англ. Patrick Cannon) — государственный и политический деятель Соединённых Штатов Америки. Член Демократической партии США, с 2013 по 2014 год являлся мэром Шарлотта.

## Биография
Родился 27 ноября 1966 года в Шарлотте, штат Северная Каролина. Патрик Кэннон окончил Государственный технический и сельскохозяйственный университет Северной Каролины в городе Гринсборо, имеет степень бакалавра в области коммуникаций с уклоном в бизнес-маркетинг. Также обучался в Университете Северной Каролины в Чапел-Хилле.
В 1993 году Патрик Кэннон был избран в Городской совет Шарлотта. После принятия присяги стал самым молодым членом Городского совет Шарлотта в возрасте 26 лет. Представлял интересы жителей Третьего округа города, затем в 2005 году проиграл на выборах, но был вновь переизбран в 2009 году. В 2013 году Патрик Кэннон выставил свою кандидатуру на выборах мэра Шарлотта, после того как Энтони Фокс отказался баллотироваться в связи с назначением на должность министра транспорта США. 5 ноября 2013 года Патрик Кэннон был избран мэром Шарлотта получив около 53 процентов голосов избирателей. 2 декабря 2013 года был приведен к присяге в качестве мэра Шарлотта. Во время своего избрания на пост мэра Патрик Кэннон был членом Городского совета Шарлотта и исполняющим обязанности мэра города.
26 марта 2014 года Патрик Кэннон был арестован Федеральным бюро расследований по обвинению в коррупции и взяточничестве. ФБР заинтересовалась Кэнноном в 2010 году, еще когда он был членом Городского совета Шарлотта. В тот же день он был освобожден под залог в суде и снят с должности мэра Шарлотта. 3 июня 2014 года Патрик Кэннон признал себя виновным в мошенничестве.
14 октября 2014 года Патрик Кэннон был приговорен судом к 44 месяцам лишения свободы. Он начал отбывать наказание в Федеральном исправительном учреждении в Моргантауне и должен был выйти на свободу 25 января 2018 года. 16 марта 2016 года он выступил с признанием, что пытался фальсифицировать итоговые результаты выборы мэра города, но срок лишения свободы не был увеличен. 15 сентября 2016 года Патрик Кэннон был освобожден из тюрьмы после отбытия половины срока.